# Ervandachat (Armavir)
Pour l’article homonyme, voir Ervandachat.
Ervandachat ou Yervandachat (en arménien Երվանդաշատ ; anciennement Kheyri-Begli) est une communauté rurale du marz d'Armavir, en Arménie. Elle compte 824 habitants en 2009.
Le site antique d'Ervandachat, ancienne capitale arménienne, se situe sur son territoire.